# 184779 Bericoberheim
184779 Bericoberheim este o planetă minoră (asteroid) din centura de asteroizi. A fost descoperită pe 1 octombrie 2005 la Catalina Station⁠(d) de Richard Kowalski⁠(d). 
Obiectul prezintă o orbită caracterizată de o semiaxă mare de 2,8629578919158 UAi, o excentricitate de 0,1195959133733, o înclinație de 11,791016317568 ° în raport cu ecliptica.